# قائمة بلديات قطر
قبل 2004 كانت قطر مقسمة إلى 10 بلديات هي: الدوحة، الغويرية، الجميلية، الخور، الوكرة، الريان، جريان الباطنة، مسيعيد، الجميلية وأم صلال.

## بعد 2004
منذ 2004 تنقسم قطر إلى سبع بلديات هي كالتالي:
1. بلدية الريان تقع في شرق شبه جزيرة قطر وتعد أكبر بلدية في قطر وتبلغ مساحتها 5900 كم مربع
2. بلدية الدوحة بلدية الدوحة عاصمة دولة قطر وتبلغ مساحة بلدية الدوحة 260 كم مربع
3. بلدية الخور تقع في شمال شبه جزيرة قطر وتبلغ مساحة بلدية الخور والذخيرة 1500 كم مربع
4. بلدية الوكرة تقع جنوب شبه جزيرة قطر وتبلغ مساحة بلدية الوكرة 2500 كم مربع
5. بلدية الشمال تقع في شمال شبه جزيرة قطر وتبلغ مساحة بلدية الشمال 930 كم مربع
6. بلدية أم صلال تقع شمال مدينة الدوحة وتبلغ مساحة بلدية أم صلال 300 كم مربع
7. بلدية الضعاين (تم استحداثها في أجزاء من بلديتي الخور وأم صلال) و تُعد أصغر بلدية في قطر وتبلغ مساحتها 200 كم مربع